# Нападение на школу в Тролльхеттане
Нападение на школу в Тро́лльхеттане (лен Вестра-Гёталанд, Швеция) произошло утром 22 октября 2015 года. 21-летний Антон Лундин-Петтерссон, вооружённый холодным оружием, проник в здание муниципальной школы «Крунан», а затем напал на находившихся там учеников и преподавателей. Прибывшие на место полицейские смертельно ранили преступника, который позже скончался в местной больнице. В результате инцидента погибло трое человек, двое получили ранение. Согласно окончательным выводам следствия, которое завершилось в марте 2016 года, преступление было совершено на почве расовой ненависти.
Произошедшее является вторым по количеству жертв вооружённым нападением на учебное заведение в истории Швеции, уступая стрельбе в школе Campus Risbergska. Обстоятельства и мотивы нападения в очередной раз обратили внимание шведского общества на ряд важных вопросов, в частности, на проблемы миграционной политики, проводимой в стране.

## Предпосылки

### Схожие инциденты
Вооружённые нападения на учебные заведения в Швеции являются редкостью; самым крупным происшествием такого рода в истории страны до 2015 года оставался произошедший 4 марта 1961 года инцидент в школе в городе Кунгэльве, где в результате стрельбы погиб один человек, а ещё шесть получили ранения различной степени тяжести.
Также в связи с произошедшим в СМИ упоминались и другие подобные случаи: в 2001 году в городе Сундсвалль 19-летний юноша ворвался в местную школу, где убил девушку и тяжело ранил молодого человека, в том же году в гимназии в пригороде Стокгольма был застрелен 16-летний учащийся. В 2011 году 33-летний студент из Гётеборга угрожал устроить стрельбу в Королевском технологическом институте в Стокгольме, а затем покончить с собой. Его удалось вычислить и арестовать, позже на допросе он назвал свои угрозы шуткой.

### Миграционная ситуация в Швеции
В 2015 году в рамках программы приёма и распределения беженцев в Швецию приехало около 163 тысяч мигрантов, из которых более 35 тысяч — подростки без сопровождения родителей, в основном из Афганистана, причём только у 20 % прибывших были документы.
Миграционная политика шведских властей неоднозначно воспринимается гражданами страны. Согласно данным социологических исследований, в 2015 году 34 % опрошенных хотели бы принимать меньше переселенцев и 31 % выступали за увеличение миграционного потока; в 2016 году это соотношение изменилось до 60 % и 13 % соответственно. Помимо прочего, согласно опросам 2015 года, 54 % респондентов «безусловно» и 26 % «вероятно» хотели помогать вновь прибывшим, в 2016 году эти показатели, по данным экспертов центра «Иницио», снизились соответственно до 30 % и 12 %, а число тех, кто вовсе не желает оказывать помощь мигрантам, выросло с 11 % до 21 %.
По мнению заведующего сектором отдела европейских политических исследований Института мировой экономики и международных отношений РАН, кандидата исторических наук К. В. Воронова, в Швеции «усилилось сопротивление „снизу“ этой политике», причём в создавшейся ситуации отчасти «виноваты» сами власти, поскольку, как отмечает исследователь, «Швеция с ее самой либеральной миграционной политикой и щедрой системой соцобеспечения выступает как оазис благополучия и открытости для иностранцев».
Город Тролльхеттан с населением около 50 тысяч человек расположен в Западной Швеции и является центром одноимённой коммуны лена Вестра-Гёталанд. Как и ряд других шведских городов, он активно участвует в программе приёма и распределения беженцев: в 2014 году в Тролльхетан приехало более 3 тысяч иностранцев. В ходе социологического опроса в 2012 году, когда горожан просили оценить по десятибалльной шкале, насколько безопасно они чувствуют себя вечером и ночью, средний балл по Тролльхеттану был 5,1/10 по сравнению с 6,5/10 по Швеции в целом. По словам ряда исследователей, город имеет долгую историю преступлений на почве ненависти, начиная с поджога мечети в 1990-е годы.

## Личность преступника

Антон Лундин-Петтерссон

Антон Никлас Лундин-Петтерссон (швед. Anton Niclas Lundin Pettersson) родился 22 июня 1994 года. Проживал в районе Ставре Тролльхеттана, окончил местную техническую гимназию Lichron с дипломом в области технологии, судимостей не имел, в политических организациях не состоял. Увлекался видеоиграми, содержащими элементы насилия (GTA, Postal), слушал преимущественно рок и метал (группы Raubtier, Rammstein, Marilyn Manson и т. д.), посещал имиджборд 4chan. Знакомые Лундина-Петтерсона описывали его как спокойного, но замкнутого человека. «Он играл в видеоигры и существовал в своем собственном мире», — рассказывал впоследствии бывший школьный приятель молодого человека.
Лундин-Петтерссон увлекался историей Второй мировой войны и нацизмом. Как показал обыск в его доме, а также анализ посещений им интернет-сайтов, он придерживался праворадикальных взглядов и симпатизировал антииммигрантским движениям. Молодой человек принимал активное участие в поддержке инициированной партией «Шведские демократы» кампании по проведению в Швеции референдума по вопросу принятия беженцев. Кроме того, он ставил отметки «мне нравится» материалам, в которых прославлялся Адольф Гитлер и Третий рейх, на аватаре своей страницы в социальной сети Facebook он разместил изображение с эмблемой нацистского орла, но без свастики.
В течение двух лет Лундин-Петтерссон находился на учёте в службе занятости и безуспешно пытался найти работу, вследствие чего испытывал финансовые трудности. Незадолго до инцидента в школе Антону удалось устроиться на стажировку в компанию, где он планировал продолжить работу на постоянной основе, однако 6 октября стало известно, что это ему не удастся. Неудача окончательно подтолкнула Лундина-Петтерссона к совершению преступления, которое он начал планировать уже 8 октября.
В качестве цели для атаки, исходя из расистских убеждений, молодой человек выбрал расположенную в районе Крунегорден муниципальную школу «Крунан» (швед. Kronan). По состоянию на 2015 год в ней обучалось около 400 учеников, причём 90 % из них являлись детьми иммигрантов. Готовясь к нападению, Лундин-Петтерссон приобрел холодное оружие и прочие предметы, которые потребовались ему для совершения нападения, отпросился с работы якобы с целью визита к зубному врачу, а также изучил фотографии помещений учебного заведения. Как отмечал представитель полиции по связям с общественностью Западной Швеции Томас Фуксборг, помимо прочего, Лундин-Петтерссон оставил прощальное письмо, в котором обвинил во всех проблемах Швеции мигрантов и заявил, что «решил что-то с этим делать».

## Ход событий
Утром 22 октября 2015 года Лундин-Петтерссон, оставив визитку и прощальное письмо на своей кровати, направился к зданию школы «Крунан». Одеяние молодого человека напоминало костюм главного антагониста киноэпопеи «Звёздные войны» Дарта Вейдера: на нём был чёрный плащ, его лицо скрывала маска этого персонажа из маскарадного набора, а на голове надета немецкая каска времён Второй мировой войны. При себе злоумышленник имел меч, а также, по информации некоторых СМИ, два топора.
Около 10:00 (UTC+2:00) Лундин-Петтерссон вошёл в здание школы. Появление человека с оружием и в маске не вызвало у учеников и преподавателей беспокойства: в «Крунан» в эти дни готовились к костюмированной вечеринке по случаю Хэллоуина, поэтому все были уверены, что неизвестный оделся так именно к данному мероприятию. Злоумышленник, ни на кого не нападая, некоторое время разговаривал с учащимися, фотографировался с ними (одна из коллективных фотографий впоследствии была опубликована прессой), однако вскоре набросился с мечом на оказавшегося рядом сотрудника учебного заведения в школьном кафетерии. Дети, ставшие свидетелями первого нападения, убежали.
Осознав, что человек в маске представляет серьёзную опасность, некоторые учащиеся и учителя закрылись в кабинетах. Как удалось установить с помощью записей с камер видеонаблюдения, Лундин-Петтерссон в наушниках, в которых громко играла музыка, маршируя, перемещался по коридорам здания, стучал в двери классных комнат и, если ему кто-либо открывал, нападал на находившихся там людей. «У нас был урок социальных наук. Во время занятий раздался стук в дверь. Один из моих товарищей открыл дверь. Там стоял человек в чёрном, в маске из „Звёздных войн“ и большим чёрным мечом», — описывал один из эпизодов атаки 14-летний ученик школы.
«Он целился в людей с тёмным цветом кожи, тогда как с людьми со светлым цветом кожи он нормально разговаривал и не нанёс им никаких повреждений», — впоследствии пояснял главный следователь по делу об атаке Торд Харальдссон. При этом криминальный инспектор отметил, что конкретных целей у преступника не было.
Сигнал о нападении поступил в местную полицию в 10:09 (по другим данным — в 10:10) по местному времени. Полицейские, прибывшие на место происшествия через пять минут после сообщения о нападении, застали Лундин-Петтерссона на втором этаже здания школы. Преступник сделал выпад мечом в сторону силовиков, после чего они открыли по нему огонь из пистолетов, сделав два выстрела на поражение. С ранениями в грудь и в область печени нападавший был доставлен в местную больницу, где скончался во время операции.

## Погибшие и раненые
В результате инцидента погибли три человека — двое сотрудников школы и один учащийся.
- Первой жертвой Лундин-Петтерссона стал 20-летний Лавин Эскандер, работавший в школе помощником учителя; он скончался на месте происшествия. По свидетельствам очевидцев, Эскандер сидел за компьютером в школьном кафетерии, и, увидев, что преступник с мечом двигается на группу учащихся, попытался защитить их[10]. Люди, хорошо знавшие погибшего, описывали его как «по-настоящему приятного и общительного человека»[8][11].
- Второй погибший — 15-летний Ахмед Хассан, учащийся школы: он был ранен в живот и впоследствии скончался в больнице[8][13]. Его родители переехали в Швецию из Сомали в 2012 году; согласно официальным данным, подростку было 17 лет, но, как впоследствии сообщила его мать, его возраст в документах был завышен[11].
- Третьим погибшим стал 42-летний учитель математики Назир Амсо. В ходе инцидента преподаватель вступился за учеников школы и был тяжело ранен, в частности, одна колотая рана была нанесена в непосредственной близости от его печени. В прессе сообщалось, что Амсо идёт на поправку, однако 3 декабря 2015 года стало известно, что он скончался в больнице[25].

Ранения различной степени тяжести в ходе нападения также получили двое учеников школы: по данным прессы, одному из них на момент инцидента было 15 лет и он также был из семьи беженцев, другой учился в восьмом классе.

## Реакция и последствия
С вечера 22 октября жители Тролльхеттана начали приносить цветы и свечи к зданию школы. 25 октября по всей Швеции прошли митинги и акции, на которых память погибших в результате нападения почтили минутой молчания. Многие жители оставляли у здания школы цветы и свечи.
Соболезнования семьям погибших и пострадавших выразил король Швеции Карл XVI Густав. 12 ноября 2015 года вместе со своей женой он посетил место инцидента. «Сразу после инцидента родители, дети и руководство школы чувствовали ужасающую подавленность и неуверенность. Если можно было дать им немного веры и мужества, поговорить с ними, то мы должны были это сделать», — отмечал впоследствии монарх.
Премьер-министр Швеции Стефан Лёвен также выразил свои соболезнования родственникам жертв нападения. «Школа должна быть местом, где дети учатся, играют, проявляют любопытство и дружат, поэтому эта трагедия затрагивает всю нашу страну», — заявил он. Также глава правительства подчеркнул, что данное нападение — «крайне необычное для шведских школ явление», и, по его мнению, оно «должно оставаться таким исключением».
Спустя год с момента произошедшего, вечером 22 октября 2016 года, в Тролльхеттане состоялось факельное шествие в память о погибших в ходе нападения. Колонна людей с зажжёнными свечами и факелами прошла по улицам города. По окончании шествия прошёл митинг, в котором приняли участие около тысячи человек.
В сентябре 2017 года вышла в свет книга Det som aldrig fick ske (автор — шведская журналистка Аса Эрландсон), ставшая первой работой, посвящённой истории нападения на школу «Крунан», и содержавшая ранее неизвестные общественности факты о Лундине-Петтерссоне, в частности, его ранее не обнародованную предсмертную записку. Работа Эрландсон была отмечена рядом наград и номинаций, в частности, журналистка была удостоена награды Stora Journalistpriset — главной премии Швеции в области журналистики. 

### Проблемы миграционной ситуации

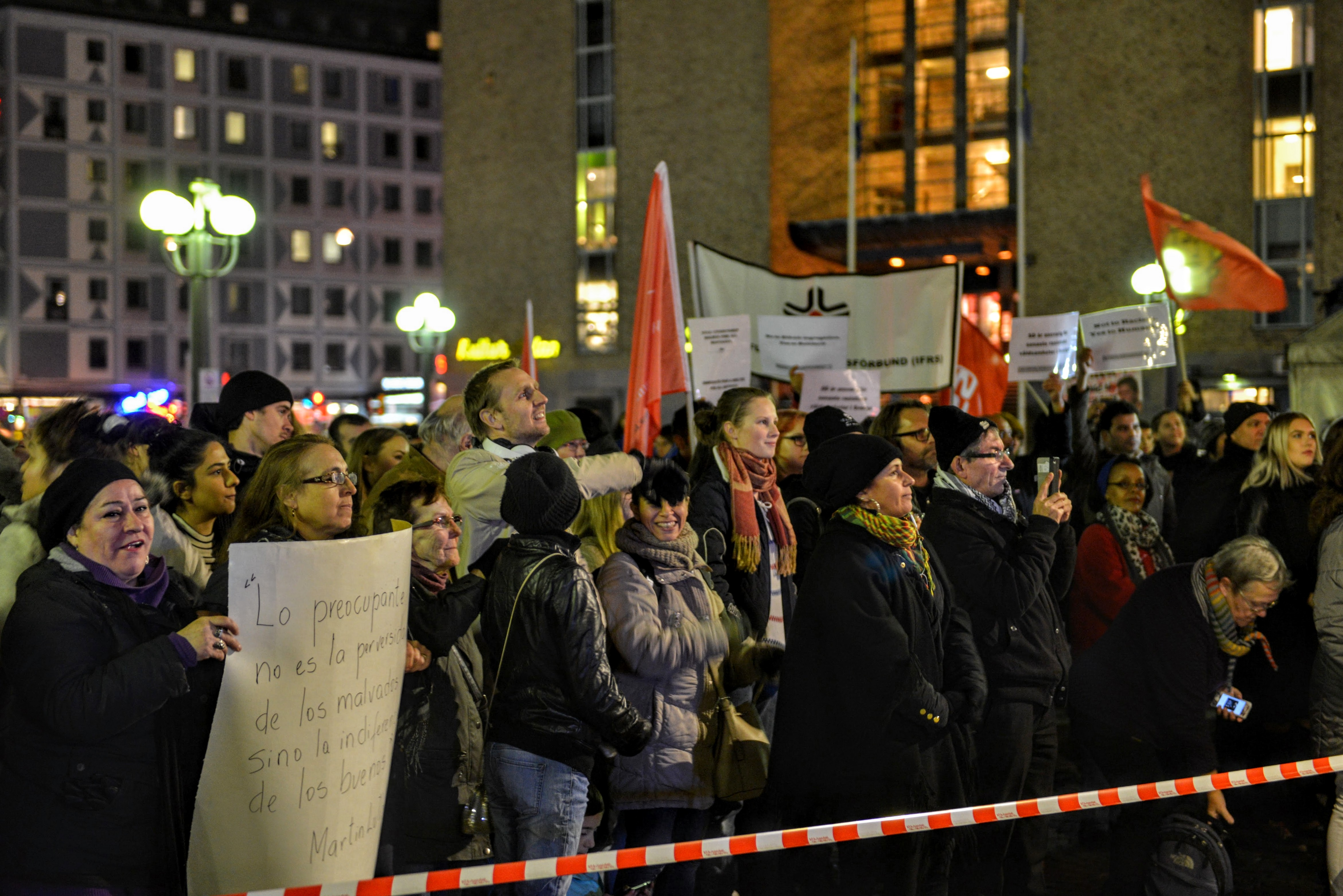
Митинг против расизма на площади Медборгарпластен в Стокгольме, 29 октября 2015 года

Вскоре после того, как стали известны обстоятельства нападения и мотивы убийцы, в центре внимания шведского общества оказались проблемы, связанные с проводимой в стране миграционной политикой, в частности, растущее недовольство ею значительной части граждан. За атакой в Тролльхеттане в Швеции последовал всплеск праворадикальных настроений среди молодёжи, участились нападения на приюты для беженцев, мечети и синагоги. Так, 24 октября, через день после атаки на школу, в Тролльхеттане сгорел лагерь для беженцев. Полиция начала предварительное расследование по делу о возможном поджоге, поскольку, по имеющимся данным, для возникновения пожара не было никаких естественных причин.
Министр школьного образования Швеции Густав Фридолин, представляющий Партию зелёных, комментируя информацию о расистских мотивах нападавшего, заявил: «Иногда расизм описывают как яд, который проникает в общество и превращает его в нечто иное. И понятно, что это одна из возможных моделей описания того страшного, невозможного к пониманию, что случилось. Но я думаю, еще очень рано считать подобный вывод окончательным».
29 октября Шведская социал-демократическая молодёжная лига провела на площади Медборгарпластен в Стокгольме митинг против расизма, на котором выступил ряд шведских политических деятелей, в частности, лидер Социал-демократической партии Швеции в 2007—2011 годах Мона Сали.

### Инциденты, связанные с празднованием Хэллоуина
После атаки в Тролльхеттане среди шведского населения возникли опасения насчёт повторения подобной ситуации: по всей стране от граждан в полицию поступали ложные сигналы о вооружённых людях в костюмах. Так, сотрудники гимназии в городе Эстерсунде вызвали полицию после появления у входа в учреждение двух человек в масках и с мечами, которые, как выяснилось позже, приехали на вечеринку по случаю Хэллоуина, празднование которого традиционно сопровождается различными костюмированными мероприятиями. В Гётеборге восемь полицейских штурмом взяли трамвайный вагон после сообщения о том, что в нём находится человек в военной форме, имеющий при себе «несколько единиц огнестрельного оружия»; позднее силовики установили, что мужчина направлялся на мероприятие по случаю Хэллоуина, а оружие было игрушечным.
Полиция Швеции призвала граждан с осторожностью выбирать наряды на Хэллоуин и воздержаться от ношения бутафорского оружия. «Если вы считаете, что это „просто шутка“, не понимаете, насколько все серьёзно, и не следуете указаниям полиции, то дело может принять опасный оборот. Есть реальный риск, что вас ранят, если вы будете вести себя в угрожающей манере», — отметил в интервью новостному агентству TT офицер полиции Мартин Ландин.
В некоторых учебных заведений Швеции были приняты решения о полной или частичной отмене проведения праздника. Так, в школе в предместье Стокгольма Спонга администрация запретила учащимся носить маски во время запланированной костюмированной вечеринки, а также приносить с собой рюкзаки. В школе коммуны Эстра-Гёинге в провинции Сконе вместо праздника ученики были приглашены на общую дискуссию для обсуждения атаки в Тролльхеттане.

### Вопрос обеспечения безопасности в учебных заведениях
В связи с произошедшим в шведском обществе был поднят вопрос об усилении мер безопасности в школах страны. «Многие родители в Швеции ныне задаются вопросом: как после случившегося отправлять своих детей в школы. Как сделать школы более безопасными? Замечу от себя, что, когда я забирал в день трагедии свою дочку из школы, войти в классы, здание школы мог кто угодно, никаких мер предосторожности не предпринималось», — комментировал ситуацию журналист Sveriges Radio Максим Лапицкий.
«Так быть не должно. Бу Янссон, писавший об этом, прав, что школы воспринимаются как общественное место, но они таким не являются. Школы — для работающих в них учеников и учителей. И понятно, что нужно думать о безопасности в школах, также как это действует и в отношении других рабочих мест», — высказал свою точку зрения министр школьного образования Густаф Фридолин. Глава ведомства не стал уточнять, как именно школы должны обеспечивать безопасность, переадресовав конкретное решение этой проблемы руководству школ.

### Упоминание нападавшего «новозеландским стрелком»
15 марта 2019 года 28-летний австралиец Брентон Харрисон Таррант совершил нападения на две мечети в новозеландском городе Крайстчерч. В результате террористических актов погиб 51 человек, 49 человек получили ранения. При нападении Таррант, идеологически относящий себя к экофашистам, использовал несколько единиц огнестрельного оружия, на которые им белой краской были нанесены различные надписи, в том числе имена преступников, придерживавшихся ультраправых взглядов, например, Андерса Брейвика. На прикладе одной из винтовок террорист написал имя убийцы из Тролльхеттана — Антона Лундина-Петтерссона.